# Верхняя Митюковка
Верхняя Митюковка (баш. Үрге Митюковка) — хутор в Федоровском районе Республики Башкортостан Российской Федерации. Входит в состав Теняевского сельсовета. 

## География

### Географическое положение
Расстояние до:
- районного центра (Фёдоровка): 11 км,
- центра сельсовета (Теняево): 4 км,
- ближайшей ж/д станции (Мелеуз): 74 км.

## Население
| 2002 | 2009 | 2010 |
| ---- | ---- | ---- |
| 7    | →7   | ↘3   |

Национальный состав
Согласно переписи 2002 года, преобладающая национальность — чуваши (100 %).